# Feria Gastronómica Internacional de Lima
La Feria Gastronómica Internacional de Lima, también llamada Mistura, es una feria anual de gastronomía peruana e internacional que se realiza en la ciudad de Lima. Esta feria es organizada por la Sociedad Peruana de Gastronomía (Apega), asociación civil sin fines de lucro fundada por el chef Gastón Acurio, quién fue el anterior dueño, y actualmente liderada por su presidente Bernardo Roca Rey.
El nombre de Mistura se refiere a un ramillete de flores diversas, que en la época del virreinato, las damas peruanas repartían a los asistentes a un evento. Es reconocido como el festival de comida más importante de América Latina.

## Ediciones

### 2008
La primera edición de la feria llevó el nombre de "Perú Mucho Gusto" y se realizó en las antiguas instalaciones del Cuartel San Martín, en el distrito limeño de Miraflores, en septiembre de 2008, congregando a más de 23 000 visitantes. Luego de la feria, ese mismo año el Estado entrega la posta de la realización de la Feria a la Sociedad Peruana de Gastronomía del chef Gastón Acurio, quienes luego renombran a la feria como Mistura.

### 2009
En su segunda edición, la feria cambió su nombre a "Mistura 2009" y se trasladó al Parque de la Exposición, en el Cercado de Lima. El éxito de Mistura 2009 fue rotundo, con más de 150 000 visitantes en sus cuatro días, lo cual la convierte en una de las ferias gastronómicas más grandes de Latinoamérica.

### 2010
La tercera Mistura se realizó en 2010, con cinco días de duración y ampliando su área en casi el doble en el Parque de la Exposición. Mistura 2010 tuvo un enfoque especial los productores agrícolas, incluyendo presentaciones, charlas, y participación de varios productores de la papa nativa. Además, en Mistura 2010 se presentó el tema de gastronomía sostenible por medio de charlas, el lanzamiento de una página web y "el puente de sostenibilidad" con un enfoque en la anchoveta.

### 2011
La cuarta feria gastronómica de Lima, patrocinada por APEGA, se realizó por tercer año consecutivo en el Parque de la Exposición, con un duración de 11 días, abierto al público general desde el 9 al 18 de septiembre. En 2011 las frutas amazónicas fueron protagonistas y el ceviche fue el plato estrella. En MISTURA 2011 se siguió exponiendo el tema de sostenibilidad y su importancia en la difusión de la gastronomía Peruana. Según APEGA, además de docenas de chefs, cocineros y proveedores peruanos, MISTURA 2011 contó con la participación de líderes culinarios internacionales, tales como Ferran Adrià de España, René Redzepi de Dinamarca, Michel Bras de Francia, Yukio Hattori de Japón, Massimo Bottura de Italia, Dan Barber de EE. UU., Alex Atala de Brasil y Heston Bluementhal de Reino Unido. La feria se centró en la gastronomía e inclusión social, e incluyó concursos, mesas redondas, charlas magistrales, ciclos de cine y presentaciones de libros y música, entre otras actividades.

### 2012
La quinta edición en cambio se llevó cabo del 7 al 16 de septiembre en el Campo de Marte, en el distrito de Jesús María en Lima. Esta edición contó con un "Rincón del Pan", en donde se ofreció 100 variedades regionales de pan. Asimismo, contó con un "Boulevard de la Dulzura", que reunía 30 reposteros, quienes prepararon unos 50 postres peruanos como el arroz con leche, suspiro limeño, guargüero, voladores, queso helado arequipeño, dulces de maná, empanadas de manjar, chumbeque, etc.
Además de la oferta de platos típicos, la feria albergó casi 400 productores de diversas regiones de Perú en el "Gran Mercado", en donde se presentaron productos oriundos como quinua y kiwicha de colores, cañihua, papas nativas, así como frutas de la costa, sierra y selva.
Entre los cocineros nacionales se encontraron Virgilio Martínez Véliz, Giacomo Bocchio y Diego Muñoz. En cuanto a los exponentes internacionales destacaron Maxime Bilet (EE. UU.), Joan Roca (España) y Sang Hoon Degeimbre (Bélgica), entre otros.

### 2013
La sexta edición de Mistura, se llevó a cabo del 6 al 15 de septiembre en la Costa Verde de Magdalena del Mar. Fueron 11 hectáreas de playa que albergaron lo más variopinto de los sabores peruanos. Contó con la presencia de cocineros de talla mundial como Alain Ducasse.

### 2014
La feria gastronómica Mistura, considerada la más importante de su tipo en Latinoamérica, inauguró en Lima su séptima edición con un gran mercado con alimentos de 300 pequeños productores peruanos y 192 puestos de venta de comida, tuvo 11 días de duración. A la inauguración también asistió el cocinero italiano Carlo Petrini, principal invitado de Mistura 2014 por su labor al frente del movimiento ‘Slow Food’, que aboga por una cocina sostenible.

### 2015
La octava edición se llevó a cabo del 4 al 13 de septiembre en la Costa Verde de Magdalena del Mar, en Lima. Esta decisión se tomó luego de anunciarse que la edición de ese año sería en el Parque de la Exposición presumiblemente por la construcción de un by pass en una avenida cercana a dicho parque.

### 2016
La novena edición de Mistura tiene lugar desde el viernes 2 hasta el domingo 11 de septiembre nuevamente en la Costa Verde de Magdalena del Mar y se estima que en total la feria gastronómica reciba a más de 450 000 visitantes.
Se creó la canción oficial de la feria que se titula Ven a Disfrutar realizada por el cantautor peruano Gustavo Ratto.

### 2017
La décima edición se celebró en el Club Révolver en el Rímac, del 26 de octubre al 5 de noviembre de 2017. Contó con El Gran mercado, donde se realizó varias exposiciones de reconocidos chefs extranjeros como Carlo Petrini. El eslogan fue "Con Sabor a Barrio" y fue la última edición de la feria bajo el nombre Mistura.

### 2018
Inicialmente se iba a retomar la feria en la Costa Verde de Magdalena del Mar, pero por diversos motivos no pudo realizarse en el lugar, llegando a buscarse una nueva sede, que la directiva mencionó que podría ser hasta la sede definitiva, por la búsqueda de la sede la inauguración de Mistura 2018 era postergada. La feria fue postergada varias veces y finalmente no se realizó. Dando por el momento concluida las ediciones de Mistura en 2017. 

### 2023 (Perú, Mucho Gusto)
En 2023, por iniciativa del Estado a través de la Comisión de Promoción del Perú para la Exportación y el Turismo, se reinstauró la feria Perú, mucho gusto. Esta fue realizada del 24 al 26 de noviembre de 2023 en el Plaza Arena del Jockey Club en Santiago de Surco. La feria contó con 30 restaurantes, 4 cocinas de brasas, 8 stands de postres, 8 stands de productos, 4 stands de bebidas naturales, 4 bares y 4 stands de bebidas sin alcohol. Para la edición de Perú, mucho gusto; las entradas fueron gratuitas.